# Протонаука
Протонаука (од речи прото- + наука) означава најраније епохе у историји науке када је научни метод тек настајао. 
Једна од протонаука је алхемија. Тако је Исак Њутн крајем 17. века и почетком 18. века доприносио наукама хемије и физике, иако је званично био алхемичар и природни филозоф. Са тачке гледишта из 21. века, Њутн се класификује као протонаучник.
У филозофији науке постоји неколико дефиниција протонауке. Стога, друго значење протонауку убацује у данашњи свет надовезујући се на разлику између тврдих и меких наука (енгл. Hard and soft science) по којој се науке рангирају по томе колико имају ригорозну методологију. У овом смислу се природне науке попут физике и хемије посматрају као науке, док се психоанализа може класификовати као протонаука због њене теоријске основе и недостатка емпиријских доказа. У овом контексту, протонаука се разликује од псеудонауке, јер се она ипак мења са новим доказима док се у псеудонауци првобитна хипотеза не мења без обзира на доказе.
Филозоф хемије Јап Бракел дефинише протонауку као "проучавање нормативних критеријума за експерименталну употребу технологије у науци".
Томас Кун је истакао да протонаука ствара закључке који се могу тестирати, али ... ипак подсећа на филозофију и уметност, а не модерну науку. Мислим на, на пример, у областима као што су хемија и еликтрицитет до средине 18. века, изучавање наследства и филогенетских стабала до средине 19. века или многе друштвене науке данас. Истичући да оне задовољавају критеријуме тестирања, Попер се пита да ли дискусије у протонаучним пољима "доводе до јасног прогреса".
Термин пренаучни значи у односу на епоху пре него што је наука постојала. На пример, традиционална медицина је постојала хиљадама година пре него што је настала медицинска наука и због тога се многи њени аспекти означавају као пренаучни. У сличном, али мало различитом смислу, протонаучне теме (као што су алхемија током Њутновог времена) се могу назвати пренаучном, у ком случају су прото- и пре- синоними.
Неке протонауке постају део званичне науке. Тако је из астрологије настала астрономија или из алхемије хемија.